# Araucaria subulata

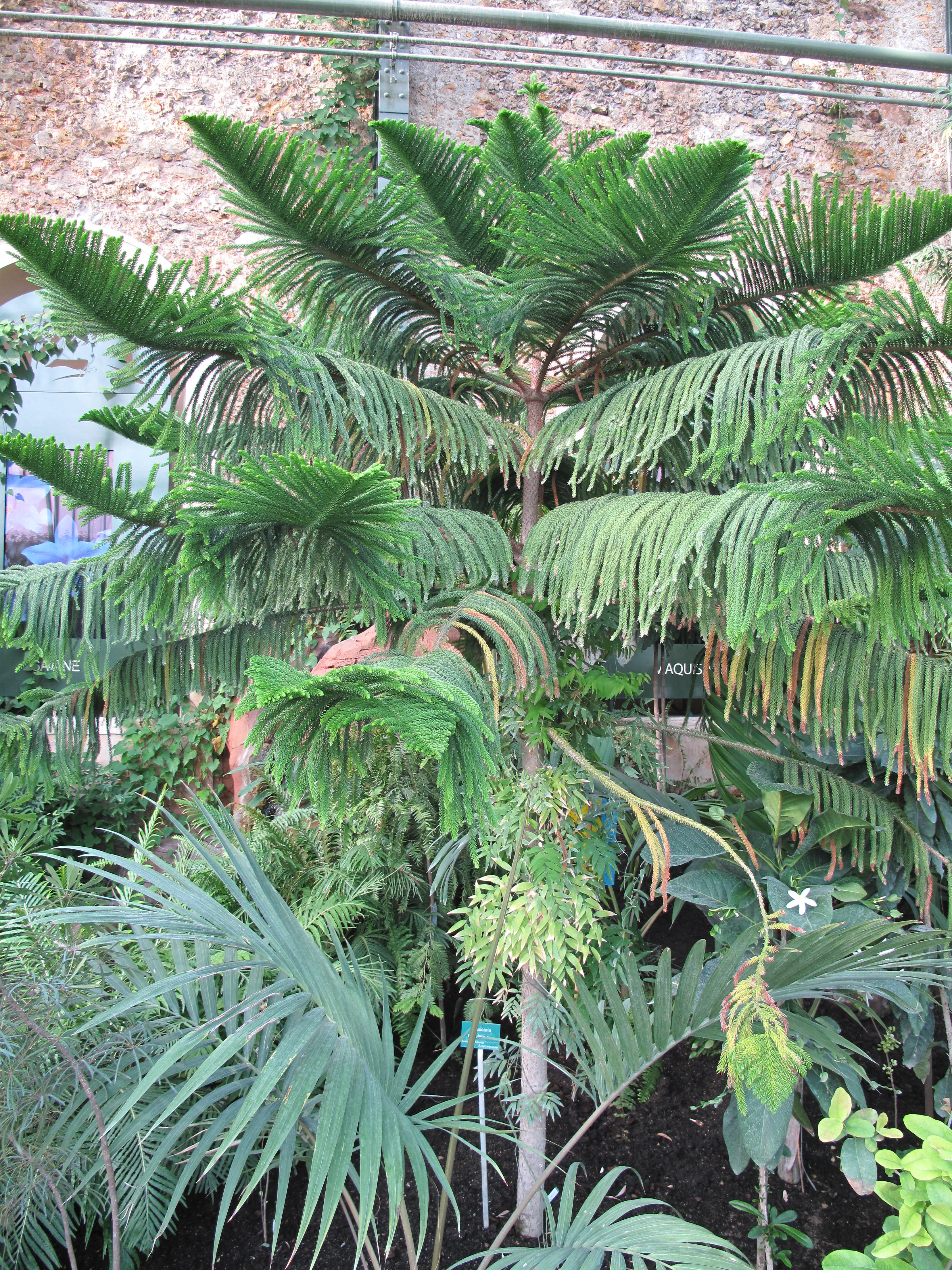
Vista de la planta

Araucaria subulata es una especie de conífera perteneciente a la familia Araucariaceae. En endémica de Nueva Caledonia. Está considerada en peligro de extinción por la pérdida de hábitat. 

## Descripción
Es un árbol que alcanza un tamaño de 50 m de altura. Tiene las hojas estrechas, como punzones; y conos de menos de 12 cm de diámetro; la germinación de semillas es epigea.

## Hábitat
Esta especie se encuentra dispersa en los macizos ultramáficos en las montañas del centro y sur de la meseta de Unio Bleue Rivière. Ocasionalmente se encuentran a altitudes tan bajas como 150 m, pero es más común en altitudes más altas, que alcanzan los 1070 m. Se presenta como un árbol emergente en los bosques húmedosy densos, por lo general en los barrancos y valles profundos y sobre todo en las zonas de montaña.

## Taxonomía
Araucaria subulata fue descrita por Eugène Vieillard y publicado en Annales des Sciences Naturelles; Botanique, série 4 16: 55, en el año 1862.
Etimología
Araucaria: nombre genérico geográfico que alude a su localización en Arauco.
subulata: epíteto latino que significa "con forma de punzón".
Sinonimia
- Araucaria balansae Brongn. & Gris
- Araucaria rulei var. elegans H.J.Veitch
- Eutacta subulata (Vieill.) Carrière[4]